# Annemarie Schimmel
Annemarie Schimmel (7 de abril de 1922 - 26 de janeiro de 2003) foi uma orientalista alemã, que escreveu extensivamente sobre o islão e o sufismo. Erudita de renome internacional, foi professora na Universidade de Harvard entre 1967 e 1992.